# 中国共产党郴州市委员会
中国共产党郴州市委员会（简称中共郴州市委）是中国共产党在郴州市的领导机关。

## 职责
根据《中国共产党地方委员会工作条例》，中国共产党地方委员会主要实行政治、思想和组织领导，承担下列职能：
1. 对本地区重大问题作出决策。
2. 通过法定程序使党组织的主张成为地方性法规、地方政府规章或者其他政令。
3. 加强对本地区宣传思想文化工作的领导，牢牢掌握意识形态工作领导权、话语权。
4. 按照干部管理权限任免和管理干部，向地方国家机关、政协组织、人民团体、国有企事业单位等推荐重要干部。
5. 支持和保证人大、政府、政协、法院、检察院、人民团体等依法依章程独立负责、协调一致地开展工作，发挥这些组织中党组的领导核心作用。
6. 加强对本地区群团工作和统一战线工作的领导。
7. 动员、组织所属党组织和广大党员，团结带领群众实现党的目标任务。

## 历任书记

### 郴州地区
| 姓名   | 就任日期  | 离任日期  | 备注 |
| ------ | --------- | --------- | ---- |
| 周时昌 | 1989年9月 | 1993年1月 |      |
| 赵毅拯 |           |           |      |

### 郴州市
| 届次 | 姓名   | 就任日期   | 离任日期   | 备注  |
| ---- | ------ | ---------- | ---------- | ----- |
| 1    | 梅克保 | 1995年4月  | 1999年2月  |       |
| 2    | 李大伦 | 1999年2月  | 2006年5月  | [ 2 ] |
| 3    | 葛洪元 | 2006年6月  | 2008年11月 |       |
| 4    | 戴道晋 | 2008年11月 | 2011年12月 |       |
| 5    | 向力力 | 2011年12月 | 2015年3月  | [ 3 ] |
| 6    | 易鹏飞 | 2015年3月  | 2021年3月  |       |
| 7    | 刘志仁 | 2021年3月  | 2022年3月  | [ 4 ] |
| 8    | 吴巨培 | 2022年3月  |            |       |